# 荷兰新共产党
荷兰新共产党（荷蘭語：Nieuwe Communistische Partij Nederland，缩写为NCPN）是荷兰的一个共产主义政党。

## 历史
1991年，荷兰共产党并入绿色左翼。1992年，一些拒绝加入绿色左翼的前荷兰共产党成员与荷共盟，荷兰共产党人党联合建立荷兰新共产党。
荷兰新共产党是一个全国性政党，它的党员在一些自治市被选为市议员，它的支部遍布全国。
在2010年地方选举中，荷兰新共产党在莱德兰自治市赢得2个市议员席位，在海卢自治市赢得1个市议员席位。
荷兰新共产党出版两周刊《宣言》，内容涉及国内外新闻。
荷兰新共产党参加过布鲁塞尔的国际共产主义研讨会以及共产党和工人党国际会议，该党和德国的共产党、卢森堡共产党联系密切。
共产主义青年运动是一个与荷兰新共产党有关联的青年组织，成立于2003年9月21日，该组织的成员主要由荷兰新共产党的青年党员组成，但它是一个独立的组织。